# Danko Jakšić
Danko Jakšić (Zagreb, 27. prosinca 1962. – Zagreb 16. ožujka 2014.), bio je hrvatski slikar, ilustrator, karikaturist, te grafički dizajner i likovni pedagog. 

## Životopis
Danko Jakšić rođen je 1962. godine u Zagrebu. Maturirao je na slikarskom odjelu Škole primijenjenih umjetnosti u Zagrebu 1981. godine i diplomirao na pedagoškom odjelu Akademije likovne umjetnosti u Zagrebu 1987. godine. Od 1978. godine djelovao je kao slikar, ilustrator, karikaturist, novinar, grafički dizajner i likovni pedagog.
Bio je dobitnik više domaćih i stranih priznanja za likovni rad.
Umro je u Zagrebu 16. ožujka 2014. godine.

## Samostalne izložbe
- 1988. Galerija "Događanja", Zagreb
- 1990. Galerija PM, Zagreb
- 1991. Galerija VN, Zagreb
- 1995. Galerija DUH, Zagreb
- 2011. Galerija UF, Zagreb
- 2013. Galerija "Kurija", Muzej Prigorja, Sesvete
- 2013. Galerija Matice hrvatske, Zagreb

## Skupne izložbe
- 1981. Bjelovar, Zagreb, Bologna
- 1986. 
  - "Noć uoči"(izložba na otvorenom), Zagreb
  - Galerija V. Masleša, Beograd
  - Galerija V. Nazor, Zagreb
- 1988. 
  - 19. Salon mladih, Zagreb
  - 20. Salon mladih
- 1989. 11. međunarodna izložba originalnog crteža, Rijeka, Zagreb, Tampere (Finska)

## Vanjske poveznice
- Danko Jakšić - Novinska ilustracija 1989 - 1998